# Pebble Island
Pebble Island är en ö i territoriet Falklandsöarna (Storbritannien). Den ligger i den nordvästra delen av landet. Arean är 103 kvadratkilometer.
Terrängen på Pebble Island är platt. Öns högsta punkt är First Mountain, 277 meter över havet. Ön sträcker sig 11,7 kilometer i nord-sydlig riktning, och 28,9 kilometer i öst-västlig riktning. Pebble Island består i huvudsak av gräsmarker och hed.